# Thilo Schoder
Thilo Schoder (* 12. Februar 1888 in Weimar; † 8. Juli 1979 in Kristiansand, Norwegen; vollständiger Name: Karl Wilhelm Thilo Schoder) war ein deutscher Architekt, der ab 1932 in Norwegen lebte und arbeitete.

## Leben
Thilo Schoder wuchs als jüngstes von fünf Kindern auf und war Bruder der Opernsängerin Marie Gutheil-Schoder, die von 1900 bis 1927 Mitglied der Wiener Hofoper war. Er studierte ab 1907 Innenarchitektur an der Großherzoglich Sächsischen Kunstgewerbeschule Weimar, der Vorgängerinstitution des Bauhauses. Nach seinem Abschluss 1911 war er als Hospitant an der Großherzoglich Sächsischen Baugewerkenschule Weimar bei dem damaligen Direktor Paul Klopfer tätig. Er absolvierte im Anschluss ein Volontariat bei Josef Hoffmann als Zeichner und arbeitete an der Modeabteilung der Wiener Werkstätte. Schoder kehrte 1912 nach Weimar zurück, um im Atelier seines Lehrers Henry van de Velde zu arbeiten.
1916 wurde Schoder für die Firma Golde in Gera als künstlerischer Beirat tätig und siedelte nach Gera über. Mit zahlreichen Entwürfen und dem Bau eines Fabrikgebäudes realisierte Schoder die Verbindung von künstlerischer und industrieller Produktion. 1917 wurde er zum Kriegsdienst einberufen. Nach Ende des Ersten Weltkrieges entwickelte sich Schoder zu einem bedeutenden Architekten des Neuen Bauens im Osten Thüringens. Er wurde 1919 in den Deutschen Werkbund und 1922 in den Bund Deutscher Architekten berufen. Im März 1932 gab er sein Büro wegen Auftragsmangels infolge der Weltwirtschaftskrise auf und emigrierte Ende des Jahres nach Norwegen, dem Heimatland seiner zweiten Ehefrau Bergljot Schoder. 1936 erhielt er die norwegische Arbeitserlaubnis als Architekt und eröffnete ein Architekturbüro in Kristiansand. Angesichts der politischen Verhältnisse in Deutschland nahm er 1938 die norwegische Staatsbürgerschaft an.
Ab 1936 war Schoder am Ausbau des Wohngebiets „Hannevik Terrassen“ beteiligt: Er erstellte den Generalbebauungsplan und realisierte mehrere Wohnhäuser. Seine Anstrengungen, in der norwegischen Architektur mehr Einfluss zu bekommen, wurden durch die deutsche Okkupation Norwegens im Zweiten Weltkrieg unterbrochen. Schoder wurde 1940 aufgrund kritischer Äußerungen in der lokalen Presse über die politischen Entwicklung in Deutschland durch die Gestapo festgehalten. Danach wurde er zu Planungsarbeiten für die deutsche Wehrmacht in Norwegen verpflichtet. Die politische Rehabilitierung in der Nachkriegszeit ermöglichte Schoder die Aufnahme in die norwegische Architektenkammer. Mit zahlreichen Wohn- und Geschäftshäusern wurde Schoder zum führenden Architekten in Südnorwegen und avancierte zu einem Protagonisten des Sørlandsmodernismus. Das Sørlandet Art Museum widmete Schoder daher im Jahr 2002 eine Ausstellung.
Thilo Schoder starb im Alter von 91 Jahren in Norwegen; sein Sohn Bjørn Schoder führt das Architekturbüro seit Anfang der 1960er Jahre weiter.
Sein Nachlass aus der Zeit vor der Emigration (1932) wird vom Archiv der Akademie der Künste in Berlin verwaltet.

## Werk

### Gera

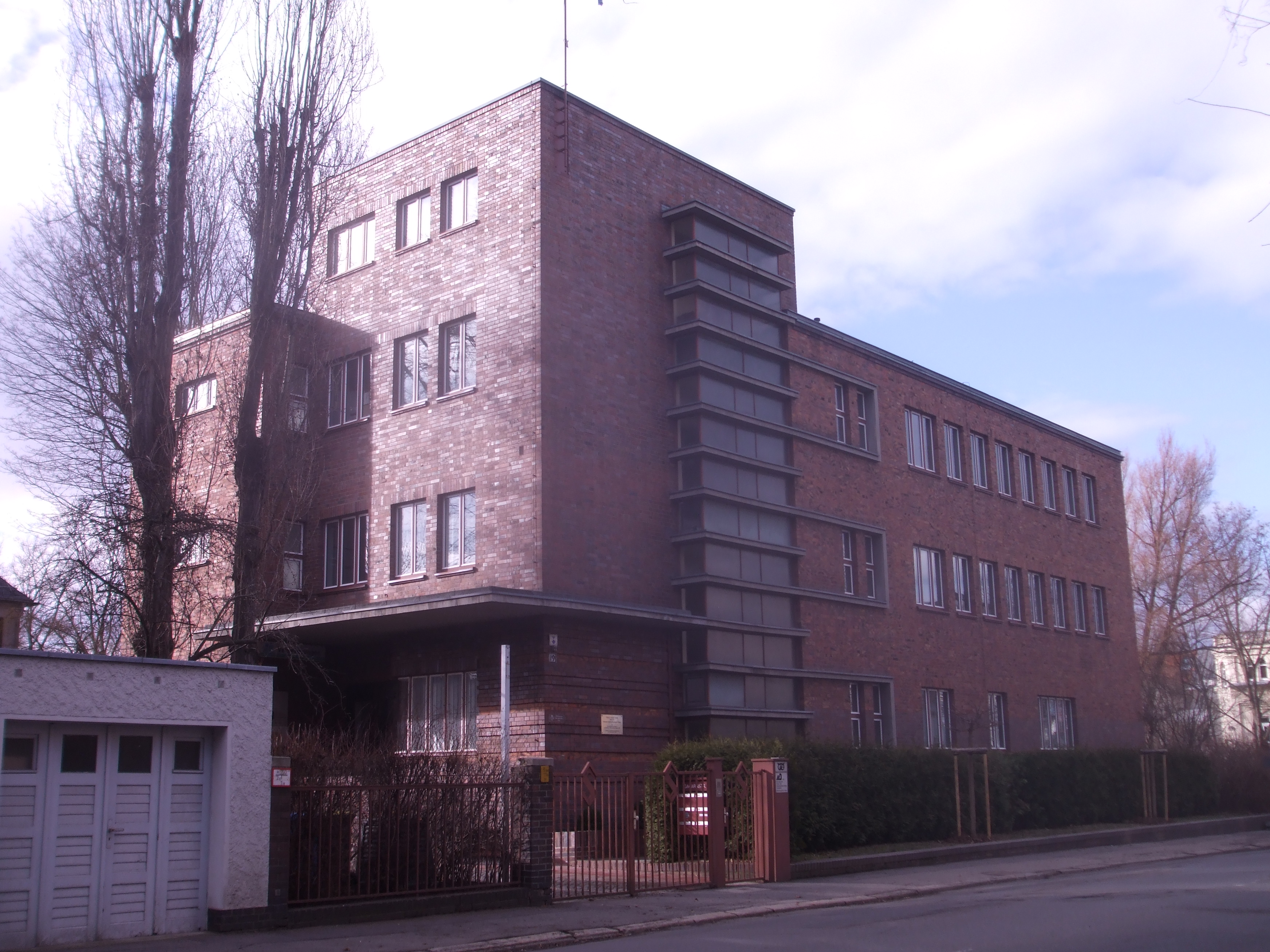
Ehemalige private Frauenklinik Dr. Schäfer in Gera (1929)

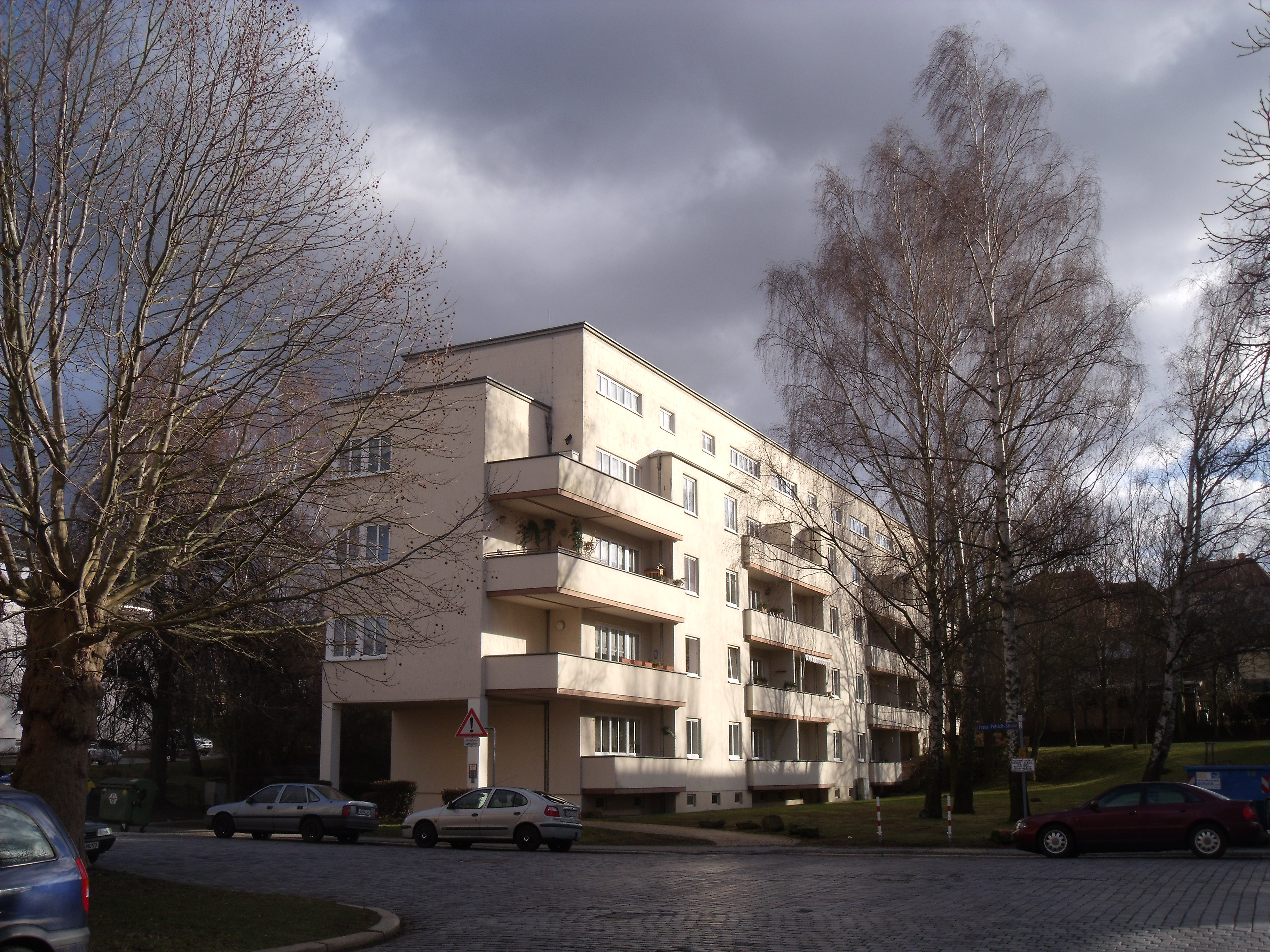
Wohnanlage Ulmenhof in Gera (1930–31)

- Inneneinrichtung des Theaterrestaurants (1921)
- Frauenklinik Schäfer, Gagarinstraße 19 (1929)
- Wohnbebauung Ulmenhof (1930/1931)
- Wohnhaus Hans Simmel, Vollersdorfer Straße 13, in der Siedlung Heinrichsgrün (1928/1929 als Versuchsbau)
- Wohnhaus Wilhelm Erich Meyer, Julius-Sturm-Straße 6 (1926/1927)[4]
- Gewächshaus der Villa Schulenburg (1919)
- Fabrikgebäude der Traugott Golde AG in der Wiesestraße 202 (1918–1921, 1925 und 1929 erweitert)
- diverse Fabrikgebäude der Woll- und Seidenweberei Schulenburg & Bessler (1925–1928)
- Wohnhäuser Kratzsch / Schumann in der Walter-Erdmann-Straße 28 und 30 (1928–1931)
- Brunnen im Dahliengarten (1930)
- Siedlung Am Galgenberg (1929–1931)
- Wohnhaus Rudolf Sparmberg in der Franz-Petrich-Straße 30 (1930/1931)
- Wohnhaus Dr. Kurt Gröbe in der Roschützer Straße 10 (1928–1930)
- Gartenhaus Dr. Rudolf Paul in der Herderstraße 35 (1928)
- Wohnhaus Georg Halpert in der Kurt-Keicher-Straße 11 (1925/1926)

### Weimar
- Wohnhaus Lessner, gen. „Villa Tusculum“, Freiherr-vom-Stein-Allee 34 (1922/1923)

### Andere Orte

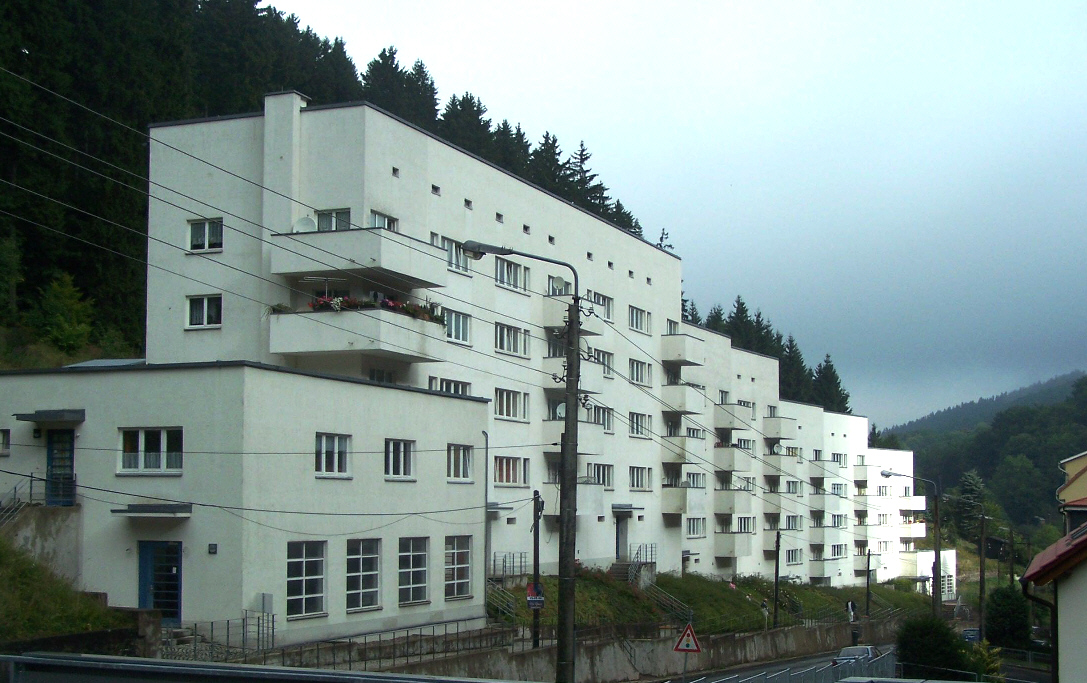
Siedlung Altensteiner Straße 16–28a in Ruhla (1927–28)

- Doppelwohnhaus Döberitz / Möbius in der Uhlandstraße 8/10 in Altenburg (1927/1928)
- Wohnhaus Findeisen (Wohnhaus) in der Gartenstraße 24 in Berga an der Elster (1930/1931)
- Wohnhaus Heinz Baecker in der Farnstraße 48 im Bochumer Stadtteil Wiemelhausen (1927/1928, 1944 zerstört)
- Wohnhaus Ernst Dautert in der Wartburgstraße 47 im Erfurter Stadtteil Hochheim (1930)
- Wohnhaus Willy Schoder in der Schwarzwaldstraße 144 im Frankfurter Stadtteil Sachsenhausen (1934/1935)
- Siedlung „Am Neuen Haus“ in Hermsdorf (1926/1927, gemeinsam mit Ernst Trommler)[5][6]
- Wohnhaus Stroß in Liberec (Reichenberg) in Tschechien (1923–1925)[7][8]
- Wohnhaus für Schoders Schwester Marie Gutheil-Schoder in Masserberg (1912/1913)
- Wohnbebauung Altenburger Straße 56–58 (Siedlung Meuselwitz) in Meuselwitz (1927/1928)
- Spinnereihalle Franz Fritsche in Neustadt an der Orla (1922)
- Maschinenfabrik Seelemann in Neustadt an der Orla (1922/1923)
- Siedlung Rötha in Rötha (1927/1928)
- Bauhaus-Wohnanlage Altensteiner Straße 16–28a in Ruhla (1927/1928, gemeinsam mit Erik Dorst)
- Siedlung Saalfeld in Saalfeld (1927/1928)
- Siedlung in Zwenkau (1927–1929)
- Bezirkskrankenhaus in Zwenkau (1928–1930)

### Kristiansand (Norwegen) nach 1932

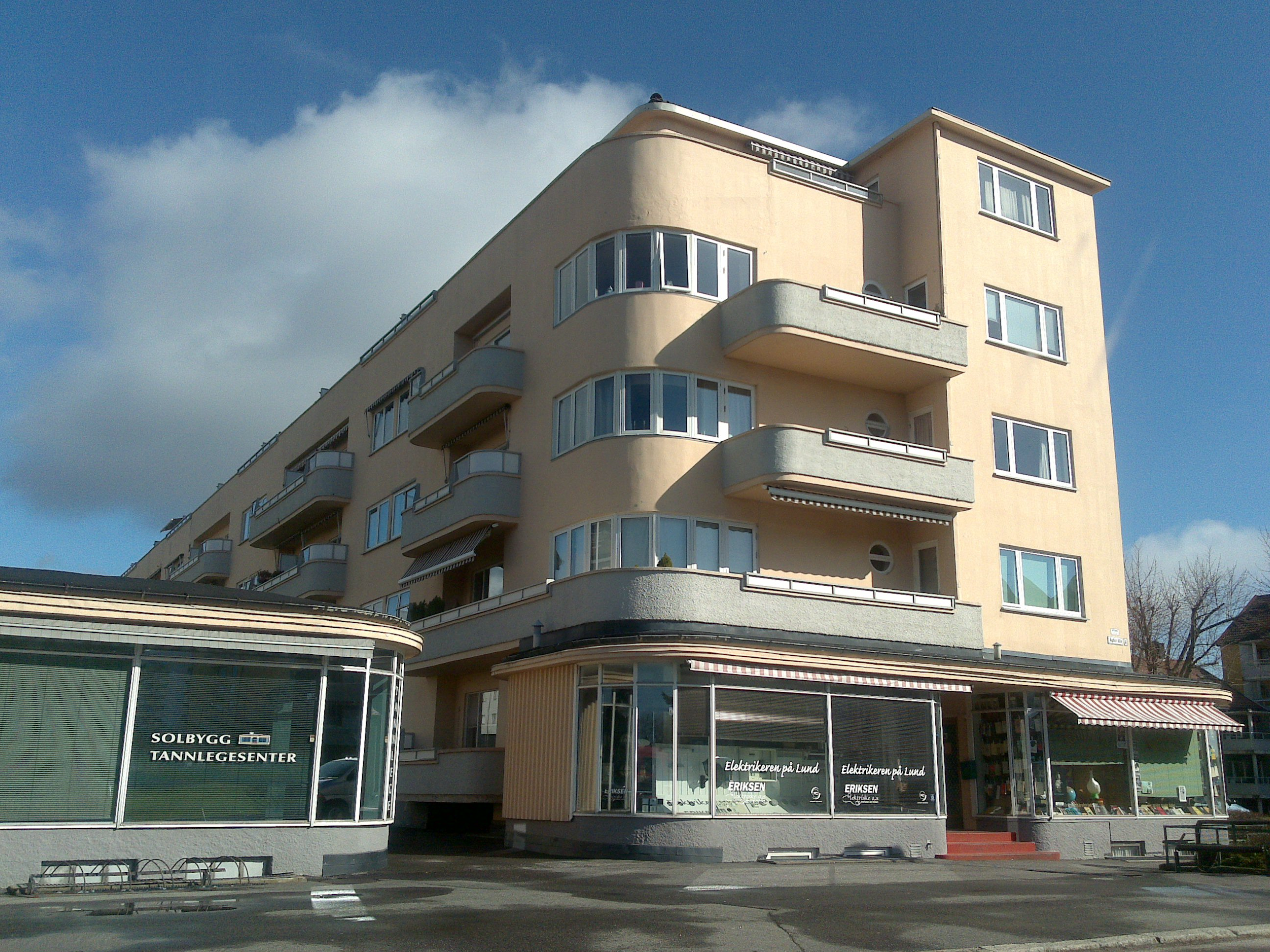
Wohnsiedlung am Solbygg, Kristiansand (1946–48)

- Wohnhäuser an der Hannevik Terrasse (1936–1938)
- Wohnhäuser in der Oddernesveien (1938/39)
- Wohnhaus in Flaten 16
- Wohnsiedlungen am Solbygg (1946–1948)
- Haus Drange (1948)
- Restaurant Avenyen
- Haus in Arenfeldts vei

## Ehrungen
Ihm zu Ehren trägt seit 2009 ein Triebfahrzeug der Geraer Straßenbahn seinen Namen.